# Fernando Luna
Fernando Luna (12 de maio de 1990) é um jogador de rugby sevens argentino.

## Carreira
Fernando Luna integrou o elenco da Seleção Argentina de Rugbi de Sevens, na Rio 2016, que foi 6º colocada.